# Alfred Sohn-Rethel
Alfred Sohn-Rethel (Neuilly-sur-Seine, 4 gennaio 1899 – Brema, 6 aprile 1990) è stato un economista, sociologo ed epistemologo tedesco.

## Biografia
La sua ricerca si rivolse alla filosofia marxista, all'economia del Terzo Reich e alla sociologia del lavoro e dell'industria. Fu vicino alle posizioni della Scuola di Francoforte con la quale collaborò. I suoi maggiori contributi sono legati al concetto di astrazione reale e al rapporto tra lavoro manuale e lavoro intellettuale.

## Opere
- Die politischen Büros der deutschen Großindustrie, in "Blick in die Welt", 1948 (15), pp. 20-22, 1948.
- Geistige und körperliche Arbeit. Zur Theorie gesellschaftlicher Synthesis (1970)
- Die soziale Rekonsolidierung des Kapitalismus, in "Deutsche Führerbriefe", n. 72-73, Berlino, 16 e 20 settembre 1932.
- Ein Kommentar nach 38 Jahren, in Kursbuch n. 21, settembre 1970, pp. 17-35.
- Ökonomie und Klassenstruktur des deutschen Faschismus (1973)
- Warenform und Denkform (1978)
- Soziologische Theorie der Erkenntnis (1985)
- Das Ideal des Kaputten. Über neapolitanische Technik, in L'invitation au voyage zu Alfred Sohn-Rethel. (1979)
- Produktionslogik gegen Aneignungslogik, in Peter Löw-Beer, Industrie und Glück. Der Alternativ-Plan von Lucas Aerospace, pp. 195-210, Wagenbach, Berlino 1981.
- Alfred Sohn-Rethel, Stefan Breuer, Bodo von Greiff, Differenzen im Paradigmakern der Kritischen Theorie, Teil II, in "Leviathan". 14 (2), pp. 308-320, 1986.
- Geistige und körperliche Arbeit. Zur Epistemologie der abendländischen Geschichte (1989)
- Das Geld, die bare Münze des Apriori (1990)
- Theodor W. Adorno und Alfred Sohn-Rethel. Briefwechsel 1936–1969 (1991)

## Traduzioni in italiano
- Lavoro intellettuale e lavoro manuale: per la teoria della sintesi sociale, Milano, Feltrinelli, 1977.
- Economia e struttura di classe del fascismo tedesco, Bari, De Donato, 1978.
- Il denaro. L'apriori in contanti, Roma, Editori Riuniti, 1991.
- Napoli: la filosofia del rotto, a cura di Silvano Custoza, Napoli & Milano: Alessandra Caròla, 1991.
- Theodor W. Adorno - Alfred Sohn-Rethel. Carteggio, 1936-1969, Roma, Manifestolibri, 2000.